# بیسرا باروت
بیسرا باروت (انگلیسی: Büsra Barut؛ زادهٔ ۲۰ مهٔ ۱۹۹۷) بازیکن فوتبال اهل دانمارک است.
وی همچنین در تیم‌های ملی فوتبال Denmark women's national under-19 football team و زنان ترکیه بازی کرده‌است.